# Dalea similis
Dalea similis är en ärtväxtart som beskrevs av William Botting Hemsley. Dalea similis ingår i släktet Dalea, och familjen ärtväxter. Inga underarter finns listade i Catalogue of Life.